# شلوخز (بادن-وورتمبرگ)
شلوخز (به آلمانی: Schluchsee) یک شهر در آلمان است که در برایگاو-هخشوارتسوالد واقع شده‌است.